# Буго-дністровська культура
Бу́го-дністро́вська культу́ра, бугодністро́вська культу́ра (БДК) — археологічна культура доби неоліту в VII—VI тисячоліттях до н. е. (близько 6500 — 5300 рр. до н. е.).

## Історія дослідження
Вивчення культури започаткували у 1930—1931 рр. Ф. А. Козубовський, П. В. Харлампович, Т. М. Мовчанівський роботами на побузьких неолітичних поселеннях Гард та Чорний Ташлик.
У наступні десятиліття її пам'ятки досліджували А. В. Добровольський, О. Ф. Лагодовська, П. І. Хавлюк.
Але найбільший внесок у вивчення неоліту Південного Бугу зробив В. М. Даниленко, який у 1949—1961 рр. стаціонарно дослідив багато поселень із залишками неолітичного часу (Мельнична Круча (Сабатинівка), Миколина Брояка (Чорний Ташлик), Саврань, Бузький Гард, Завалля, Жакчик, Базьків Острів і Митьків Острів, «Сокільці I», «Сокільці II», «Сокільці VI»,Щурівці-Поріг Самчинці, «Печера I», Глинське, «Зяньківці II» (Немирівський район), «Шимановське II», Гайворон-Поліжок, Чернятка тощо). За результатами проведених робіт неолітичні пам'ятки Південного Бугу він виділив в окрему «південнобузьку» культуру, згодом (після робіт В. І. Маркевича на Дністрі), перейменовану у «буго-дністровську».
Результати польових досліджень та своє бачення перебігу етнокультурних, соціальних та економічних процесів у неоліті Південного Бугу на широкому тлі східно- та південноєвропейського неоліту В. М. Даниленко виклав в узагальнюючій монографії «Неоліт України». На особливу увагу заслуговують висновки автора про віднесення БДК до периферії південно-європейського балкано-дунайського ареалу давньоземлеробського неоліту Великого Східного Середземномор'я та про провідну роль її носіїв у процесі неолітизації північніших територій Полісся і Середнього Подніпров'я.
Вивчення пам'яток БДК Подністров'я розпочалося 1945 р., коли П. І. Борисковський, а 1950 р. і О. П. Черниш виявили перші пункти з матеріалами південнобузького типу. Починаючи з 1957 р. вузол поселень БДК біля м. Сорока на сході Молдови досліджує В.І. Маркевич. Результати розкопок п'яти з них («Сорока I», «Сороки II», «Сороки III», «Сорока V» на території Молдови та «Цикинівка I» — України) були видані ним у ряді робіт. Їх автор запропонував власну періодизацію буго-дністровських пам'яток Молдови, намітив виділення двох локальних варіантів БДК — південнобузького та дністровського.
У Степовому Побужжі дослідження поселень БДК проводили в 1967 р. О. Г. Шапошнікова та В. І. Непріна, а починаючи з кінця 1970-х рр. — М. Т. Товкайло. Останній у публікаціях та виступах відстоює виділення окремого степового варіанту БДК та акцентує увагу на свідченнях тісних контактів, що підтримувало його населення з носіями інших неолітичних та ранньоенеолітичних культур Південно-Східної Європи, зокрема, Азово-Дніпровської та Трипільської.
В 1990-х рр. розкопки поселень БДК в Молдовському Подністров'ї проводилися О. В. Ларіною та В. А. Дергачовим. У Побужжі останнім часом Д. Л. Гаскевич провів розвідкові дослідження та розкопки як відомих, так і нових поселень культури, зокрема, продовжив розпочаті В. М. Даниленком розкопки пам'ятки Печера І. Ряд своїх робіт цей дослідник присвятив питанням періодизації культури, особливостям її крем'яного інвентаря та керамічних виробів. Специфікою поглядів Д. Л. Гаскевича є віднесення неоліту Побужжя та Подністров'я до виділеного ним кола культур Північно-Понтійського Імпрессо, яке він розглядає як найсхіднішу частину середземноморської області неоліту з керамікою імпрессо та кардіум.

## Територія поширення
Зараз матеріали БДК відомі на значній території лісостепової та степової зони Північного Причорномор'я в межах Правобережної України та Молдови. Власне буго-дністровські поселення поширені у басейні Середнього Дністра та Середнього Бугу.
Найпівнічнішими з них є Перебиківці на Дністрі та Канава на Південному Бузі.
Найпівденнішими — Гіржове у Буго-Дністровському межиріччі та поселення гардівської групи в Степовому Побужжі.
Найсхіднішою пам'яткою БДК вважається поселення Новорозанівка-2 над річкою Інгул.
Найзахіднішими — вже згадані Перебиківці на Дністрі.
Буго-дністровські імпорти відомі на поселеннях інших культур, зокрема, Кріш культура, культури лінійно-стрічкової кераміки, сурської, дніпро-донецької.

## Періодизація та хронологія
Спираючись на особливості переважно керамічних матеріалів пам'яток Побужжя, В. М. Даниленко виділив у неолітичний період розвитку Буго-Дністровської культури сім послідовних культурно-хронологічних фаз, що утворюють три періоди, — ранній (скибинецька та соколецька), розвинутий (печерська, самчинська), та пізній (савранська фаза). У мезолітичний та енеолітичний час БДК представляють пам'ятки відповідно заньковецької та хмільникської фази.
Періодизацію буго-дністровських пам'яток Подністров'я розробив В. І. Маркевич, який виділив тут п'ять послідовних фаз, що в цілому збігаються з виділеними В. М. Даниленком для Південного Бугу (безкерамічні поселення першої фази (Сорокський комплекс) збігаються з заньковецькими, другої — соколецькими та скибенецькими, третьої — печерськими, четвертої — самчинськими, п'ятої — савранськими пам'ятками Побужжя).
У 1970-х рр. Р. Трінгхем та Д. Я. Телегін запропонували поділ БДК на три етапи: ранній (печерський), середній (самчинський) та пізній (савранський). Наприкінці 1990-х рр. О. В. Ларіна буго-дністровські пам'ятки Молдови віднесла до двох періодів — раннього та пізнього. Слідом за нею на початку 2000-х рр. аналогічний поділ побузьких пам'яток запропонувала Н. С. Котова.
За даними радіовуглецевого датування, що проводилося в Берлінській, Кільській та Київській радіовуглецевих лабораторіях у 1960-1990-х рр., датується 6000-4500 роками до н. е., а за даними Київської радіовуглецевої лабораторії, одержаними починаючи з 1997 р., — 6500-4750 роками до н. е. Останніми роками Д. Л. Гаскевич піддав сумніву періодизаційні погляди В. М. Даниленка, чим усунув протиріччя між групами «старих» та «нових» абсолютних дат культури.

## Поселення та житла
Поселення Буго-Дністровської культури невеликі, житла — наземні, з кам'яними вогнищами і ямами для відходів.

## Господарство
Господарство — полювання, рибальство, розведення свійських тварин (свині, бики), землеробство (відбитки зерен пшениці на кераміці).

## Кремінь та кераміка
За даними В. М. Даниленка, матеріальна культура буго-дністровського населення Побужжя на різних періодах розвитку культури мала свої специфічні риси:
У ранньому періоді (поселення Базьків Острів та Митьків Острів біля села Скибинці (Тростянецький район), Сокільці ІІ, Сокільці VI та інші) поширені пласкодонні та гостродонні горщики, миски, посудини з відігнутим вінчиком (криволінійний і вертикальний прогладжений орнамент), бомбоподібні посудини з невеликим дном.
У середньому періоді (поселення Печера I, Самчинці та інші) багато посудин, характерних для неолітичних культур Балкан та Подунав'я Кріш-Кереш-Старчево (бомбоподібдні горщики, ребристі миски, вази, кубки, фляги), орнамент пластичний — шишечки, наліпні валики, пальцеві защипи, а також криволінійні стрічкові композиції; до кінця періоду під впливом Дніпро-донецької культури з'являються гостродонні посудини, прикрашені відбитками гребенчатого штампа.
На пізньому етапі (поселення Саврань, Гайворон-Поліжок та ін.) поряд з гостродонними горщиками представлені чаші, ребристі посудини (орнамент — складні криволінійні кутові композиції, канелюри і відбитки гребенчатого штампа). У кераміці простежується вплив балканських культур Турдош, Вінча, Хаманджия. Збільшуються розміри кремінних знарядь.
Першовідкривач Буго-Дністровської культури В. М. Даниленко вважав її одним з компонентів формування Трипільської культури. Однак численні дослідження 1970—2000-х років переконливо довели хибність цих поглядів.